# Symplecta (Psiloconopa) epicharis
Symplecta (Psiloconopa) epicharis is een tweevleugelige uit de familie steltmuggen (Limoniidae). De soort komt voor in het Oriëntaals gebied.